# Generaldirektion Wettbewerb

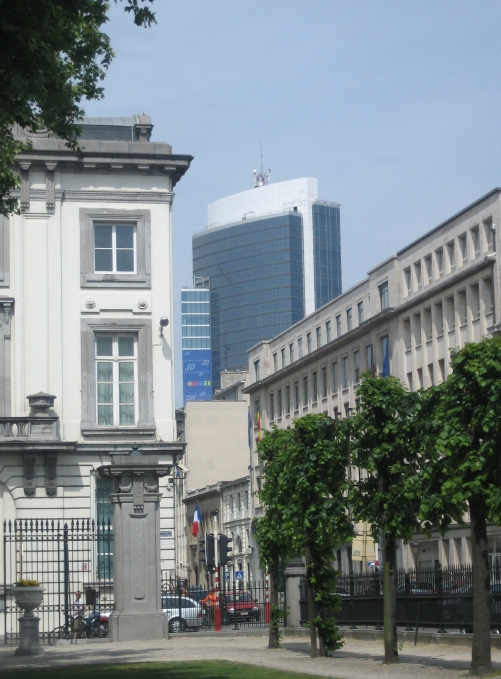
Das Hochhaus Tour Madou, Sitz der COMP

Die Generaldirektion Wettbewerb (englisch Directorate-General for Competition, DG COMP) ist ein Teil der Europäischen Kommission. Ihr aktueller Generaldirektor ist Olivier Guersent. Als EU-Wettbewerbskommissarin ist derzeit Teresa Ribera für diese Generaldirektion verantwortlich. Die COMP beschäftigt über 900 Mitarbeiter.

## Direktionen
Die Generaldirektion Wettbewerb gliedert sich in folgende Direktionen, die jeweils für ihren eigenen Bereich zuständig sind:
Direktion A
Politik und Strategie
Direktion B
Marktaufsicht für Energie und Umwelt
Direktion C
Marktaufsicht für Informationstechnologie, Kommunikation und Medien
Direktion D
Marktaufsicht für Finanzdienstleistungen
Direktion E
Marktaufsicht für Industrie und Landwirtschaft
Direktion F
Marktaufsicht für Verkehr und Postwesen
Direktion G
Kartelle
Direktion H
Staatliche Beihilfen und Konzessionen

## Arbeitsweise
Die Generaldirektion Wettbewerb hat die Aufgabe, im Namen der EU-Kommission die EU-Wettbewerbsvorschriften des Vertrags über die Arbeitsweise der Europäischen Union durchzusetzen. Ziel ist es, allen Unternehmen zu ermöglichen, dass sie faire und gerechte Bedingungen des Wettbewerbs auf dem Europäischen Binnenmarkt vorfinden. Bei Fusionen und staatlichen Beihilfen überprüft die COMP, ob die EU-Wettbewerbsvorschriften verletzt oder, speziell bei Fusionen, der Wettbewerb durch die Vorgänge stark eingeschränkt wird. Wenn die COMP einen Regelverstoß in den jeweiligen Verfahren feststellt, kann sie den Vorgang verbieten oder Abhilfemaßnahmen vorschlagen, wie dies bei der Übernahme des Telekommunikationsanbieters E-Plus durch die Telefónica in Deutschland geschehen ist.
Die Informationen über Unternehmen und Bilanzen müssen nach den Regeln der Kommission streng vertraulich behandelt werden.
Einmal im Jahr informiert die COMP das Europäische Parlament über die aktuellen Tätigkeiten und die anstehenden Programme.

## Aufgedeckte Kartelle
2013 hat die COMP maßgeblich zur Aufdeckung des LIBOR-Skandals beigetragen, bei welchem eine Gruppe von Banken verschiedene Referenzzinssätze manipuliert hat. Das Kartell war zwischen 2005 und 2010 aktiv. Verfahren wurden gegen die Deutsche Bank, Barclays, Royal Bank of Scotland, Société Générale, Crédit Agricole, HSBC und JPMorgan eingeleitet.
Ebenfalls 2013 wurde ein Kartell aufgedeckt, das die Yen-Zinsderivate beeinflusst hat. Laut Jahresbericht der COMP war dieses Kartell von 2007 bis 2010 aktiv. Beteiligt waren die Banken UBS, Deutsche Bank, Citigroup und JPMorgan, sowie die Broker-Gesellschaft RP Martin. Auch gegen die Internationale Partnerschaft für Emissionshandel (ICAP) wurde ein Verfahren eingeleitet.
Des Weiteren konnte 2013 ein Kartell von Kfz-Zulieferern aufgedeckt werden, bei dem sich die Unternehmen Sumitomo, Yazaki, Furukawa, S-Y Systems Technologies und Leoni über die Preise von Kabelbäumen abgesprochen haben. Insgesamt wurden diese fünf Unternehmen mit einer Gesamtgeldbuße von 141,8 Mio. € zur Rechenschaft gezogen.